# James Gandolfini
James Joseph Gandolfini, Jr., ameriški igralec in producent, * 18. september 1961, Westwood, New Jersey, Združene države Amerike, † 19. junij 2013, Rim, Italija.
Najbolj je znan po vlogi mafijskega šefa Tonyja Soprana v ameriški TV-seriji Sopranovi, za katero je prejel številna priznanja, med njimi trikrat primetime emmyja za glavnega igralca v dramski seriji.